# Luis Delgado Aparicio
Luis Delgado Aparicio (Callao, 28 settembre 1940 – Lima, 2 aprile 2015) è stato un politico peruviano.

## Biografia
Si è laureato in giurisprudenza presso l'Universidad Nacional mayor de San Marcos, ed è diventato avvocato nel 1970. Appassionato di salsa, ha avuto un programma radiofonico dal 1982 e uno show televisivo. 

### Politica
Ha iniziato la sua carriera politica nel 1990, quando è stato eletto deputato per il Fronte Democratico. Nel 1992, dopo il colpo di stato guidato da Alberto Fujimori, è stato eletto nel Congresso del Perù. Rieletto nel 1995 e nel 2000, si è dimesso nel 2001 dopo la fuga di Fujimori.